# Atanasios Tsaldaris
Atanasios Tsaldaris, grec. Αθανάσιος Τσαλδάρης (ur. 1921 w Atenach, zm. 4 października 1997) – grecki polityk i prawnik, długoletni parlamentarzysta, w latach 1989–1993 przewodniczący Parlamentu Hellenów.

## Życiorys
Syn polityka Konstandinosa Tsaldarisa. Ukończył studia prawnicze na Uniwersytecie Narodowym im. Kapodistriasa w Atenach. Kształcił się też na nowojorskim Uniwersytecie Columbia.
Był działaczem Narodowej Unii Radykalnej, z jej ramienia w 1963 uzyskał mandat deputowanego. Do aktywności politycznej powrócił po upadku reżimu wojskowego. W 1974 po raz pierwszy wszedł w skład Parlamentu Hellenów z listy Nowej Demokracji. Z powodzeniem ubiegał się o reelekcję w wyborach w 1977, 1981, 1985, czerwcu 1989, listopadzie 1989, 1990, 1993 i 1996. Między 1974 a 1981 zajmował stanowiska podsekretarza stanu w różnych resortach. Był też sekretarzem frakcji parlamentarnej Nowej Demokracji. Od lipca 1989 do października 1993 w trakcie trzech kadencji pełnił funkcję przewodniczącego greckiego parlamentu. W 1995 ND wysunęła jego kandydaturę na urząd prezydenta Grecji. Mandat deputowanego wykonywał do czasu swojej śmierci, zmarł w 1997 na chorobę nowotworową.